# Emma Oudiou
Emma Oudiou (ur. 2 stycznia 1995) – francuska lekkoatletka specjalizująca się w biegach długodystansowych.
Uczestniczka juniorskich mistrzostw Europy z Rieti (2013). W 2014 zajęła 15. miejsce w biegu na 3000 metrów z przeszkodami podczas mistrzostw świata juniorów z Eugene. Brązowa medalistka młodzieżowych mistrzostw Europy (2015). W tym samym roku zdobyła srebrny medal w drużynie młodzieżowców podczas mistrzostw Europy w przełajach. W 2017 sięgnęła po swój drugi brąz młodzieżowego czempionatu Europy.
Złota medalistka mistrzostw Francji. Reprezentantka kraju na drużynowych mistrzostwach Europy.

## Osiągnięcia
| Rok  | Impreza                                   | Miejsce    | Konkurencja                   | Lokata      | Wynik    |
| ---- | ----------------------------------------- | ---------- | ----------------------------- | ----------- | -------- |
| 2013 | Mistrzostwa Europy juniorów               | Rieti      | bieg na 3000 m z przeszkodami | eliminacje  | 10:30,51 |
| 2014 | Mistrzostwa świata juniorów               | Eugene     | bieg na 3000 m z przeszkodami | 15. miejsce | 11:13,39 |
| 2015 | Superliga drużynowych mistrzostw Europy   | Czeboksary | bieg na 3000 m z przeszkodami | 3. miejsce  | 10:01,02 |
| 2015 | Młodzieżowe mistrzostwa Europy            | Tallinn    | bieg na 3000 m z przeszkodami | 3. miejsce  | 9:44,74  |
| 2015 | Mistrzostwa Europy w biegach przełajowych | Hyères     | bieg młodzieżowców            | 8. miejsce  | 20:14    |
| 2016 | Mistrzostwa Europy w biegach przełajowych | Chia       | bieg młodzieżowców            | 43. miejsce | 21:10    |
| 2017 | Młodzieżowe mistrzostwa Europy            | Bydgoszcz  | bieg na 3000 m z przeszkodami | 3. miejsce  | 9:50,30  |

## Rekordy życiowe
- Bieg na 3000 metrów z przeszkodami – 9:38,53 (2018[1])